# 치화
치화(致和, 1328년 2월 ~ 1328년 9월)는 원나라 태정제(泰定帝) 예순테무르 칸의 두번째 연호이다. 7개월 가량 사용하였다. 라기바흐 칸(천순제)가 즉위하고 나서 개원할 때까지 사용하엿으나, 천순제를 인정하지 않는 세력들은 툭테무르 자야아투 칸(문종)이 즉위하여 개원할 때까지 치화 연호를 사용하였다.

## 개원
- 태정(泰定) 5년 2월 27일[1](율리우스력 1328년 4월 7일)에 연호를 치화(致和)로 개원함.[2][3][4][5]

- 치화(致和) 원년 9월 1일[6](율리우스력 1328년 10월 4일)에 연호를 천순(天順)으로 개원함.[2][3][4][5]

- 치화(致和) 원년 9월 13일[7](율리우스력 1328년 10월 16일)에 반(反) 천순제 세력이 문종(文宗)을 추대한 후, 연호를 천력(天曆)으로 개원함.[8][9][4][5]

## 연대 대조표
| 치화 | 서기(西紀) | 간지(干支) |
| 원년 | 1328년     | 무진(戊辰) |

## 동시대 연호

### 베트남
- 카이타이(開泰) (1324년 ~ 1329년)

### 일본
- 가랴쿠(嘉曆) (1326년 ~ 1329년)

## 같이 보기
- 중국의 연호